# Лира Вега
Лира Вега је београдски алтернативни рок бенд, основан 1998. године као бенд по имену Позориште Шешира. Бенд је до данас снимио три албума.

## Историја

### Позориште шешира (1998–2000)
Бенд је формиран 1998. године у оквиру позоришне трупе Позориште шеира, и чинили су га Зоја Боровчанин (вокал), Дејан Утрвар (бубњеви), Немања Аћимовић (бас гитара) и Владимир Ђорђевић (гитара), како би изкомпоновали музика за комад Зима или снови или путовање у свим правцима (зима или снови или путовање у свим смерницама). У оквиру Позориште Шешира моникера, бенд је први пут наступио у марту 1998. године у београдском клубу "Underground", на промоцији модне линије Људмиле Стратимировић.
Песма "Алфа Аквари", која је промовисала позоришни комад, појавила се на првом месту листе домаћих синглова Радио Б92 неколико седмица. После успеха сингла, бенд је почео често извођење у београдским клубовима, а марта 1999. године бенд је наступао као отворени чин за Обојени програм. У децембру исте године, са позоришном групом Позориште Шешира, имали су обилазак Словеније као део годишњице културног центра Метелкова. После турнеје, бенд је отишао на одмор.

### Лира Вега (2002–данас)
Године 2002, после радне паузе, бенд је реформиран и преименован у Лира Вега. Током исте године наступали су на фестивалу REFRACT (Регионални фестивал алтернативне културе у Београду), одржаној на рођендан Belgrade SKC Radio, заједно са бендовима Јарболи, Bushcraft, Обојени програм и Let 3. Њихова песма "Комета" била је на првом месту на листи најбољих СКЦ радио-станица чак неколико седмица. Бенд је такодје наступао на фестивалу Егзиту 2003. године, и на првом фестивалу Rijeka су отворили фестивал, Otokultivator на острву Vis и Ljubljana Trnfest у Француској Prešern club.
Током лета 2002. године бенд је снимио материјал за свој деби албум, али до априла 2004. године објављен је њихов истински албум. Албум је представио бенд као јединствени алтернативни акт са песмом коју је вокалиста Зоја Боровчанин певала на измишљеном језику. Боровчанин је такође наступала као гост са бендом Неочекивана Сила Која Се Изненада Појављује и Решава Ствар албуму Сунце, објављеном 2002. године, а албум Лет 3, Бомбардирање Србије и Чачка објављени су у 2005. години.
Октобра 2008, бубњар Утвар напустио је бенд, тако да је бенд остао трио са басистом Аћимовићем преласком на бубњеве. Постава је снимила свој други студијски албум Срећа и љубав, коју је издао Беополис 2009. године.
У мају 2015, бенд, који сада чине само Ђорђевић и Боровчанин, издали су свој трећи студијски албум Духови, преко Lampshade Media. Албум је објавио синглове „Нови Мексико”, објављен у априлу 2014. године, и „Ја те знам”, објављен у априлу 2015. године, Албум су продуцирали Ђорђевић и Борис Младеновуић, а међу њима су били и Дејан Вучетић из Дарквуд даба (на песми „Ново Мексико”) и Роберт Телчер из Великог презира (на песми „Ничији месец”). Дана 16. јануара 2016. године, у културном центру града у Новом Саду, бенд је одржао концерт на којем су присуствовали бројни гостујући музичари: Дарко Џамбасов, Јања Лончара, Бошка Мијушковић, Романа Слачала, Бојан Слачала, Драган Кнежевић, Владислава Ђорђевић, Влада Пејковић, Сана Гарић, Дејан Станисављевић, Уна Гашић, Иван Скопулович, Дејан Вучетић, Мики Ристић, Ах Ахилеј, Маринка Ђорђевић, Илија Лудвиг и Борис Младеновић. Током фебруара 2017. године, бенд је објавио видео за песму „Нема наде”, са снимцима снимљених од стране драматичара Маје Пелевић и Олге Димитријевић током посете Северној Кореји.

## Дискографија
- Лира Вега (2004)
- Срећа и љубав (2009)
- Духови (2015)